# Bromure de césium
Le bromure de césium est un composé ionique du césium et du brome de formule chimique CsBr. C'est un solide blanc ou transparent avec un point de fusion de 636 °C qui se dissout facilement dans l'eau. Ses cristaux massifs possèdent le même type de structure cubique que le chlorure de césium, mais prennent une structure de type cubique à faces centrées similaire à celle du chlorure de sodium dans les films nanométriques formés sur des substrats de mica, LiF, KBr ou NaCl.

## Synthèse
Le bromure de césium peut être préparé par les réactions suivantes :
- Neutralisation :

CsOH (aq) + HBr (aq) → CsBr (aq) + H2O (l)
Cs2(CO3) (aq) + 2 HBr (aq) → 2 CsBr (aq) + H2O (l) + CO2 (g)
- Synthèse directe :

2 Cs (s) + Br2 (g) → 2 CsBr (s)
La synthèse directe est une réaction violente du césium avec les autres halogènes. À cause de son coût élevé, elle n'est pas utilisée en préparation.

## Utilisations
Le bromure de césium est parfois utilisé en optique comme miroir semi-réfléchissant dans les spectrophotomètres à large bande.